# Aşağı İmamqulukənd
Aşağı İmamqulukənd è un comune dell'Azerbaigian situato nel distretto di Qusar. Conta una popolazione di 770 abitanti.